# 콤보 상자

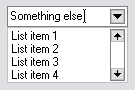
일반적인 콤보 상자

콤보 상자(combo box)는 흔히 사용되는 그래픽 사용자 인터페이스 위젯(또는 컨트롤)이다. 전통적으로 드롭다운 목록 또는 리스트 상자와 편집 가능한 1줄 텍스트 상자의 결합이므로 사용자는 직접 값을 입력하거나 목록에서 값을 선택할 수 있다. "콤보 상자"라는 용어는 종종 "드롭다운 목록"을 의미하기도 한다. 자바와 닷넷에서 "콤보 상자"는 "드롭다운 목록"과 동의어가 "아니다". "드롭 다운 목록"의 정의는 "콤보 상자"와 구별하기 위해 "편집이 불가능한 콤보 상자"(또는 이와 비슷한 것) 등의 용어로 분명하게 설명되기도 한다.

## 같이 보기
- 자동 완성
- 드롭다운 목록
- 리스트 상자
- 사용자 인터페이스